# 政務次官
政務次官（せいむじかん、英訳：Parliamentary Vice-Minister）は、1924年（大正13年）8月12日から2001年（平成13年）1月5日まで日本の各府省及び大臣庁に置かれていた官職の一つ。大臣（又は長官）に次ぐ地位とみなされ、そのほとんどは国会議員から任用された。
大日本帝国憲法下では勅任官に、日本国憲法下では国家公務員の特別職に分類され、その任命に当たっては併せて一級官吏に叙された。総理府本府以外の各省庁の政務次官は、例えば外務省なら「外務政務次官」のように「省」や「庁」の字を省いたものが辞令上の正式呼称となっていた。
2001年（平成13年）1月6日に施行された中央省庁再編により、政務次官職は廃止されるに伴い新設の「副大臣」及び「大臣政務官」にその役割が引き継がれる。

## 歴史
前史政務次官の前身は1914年（大正3年）10月6日から1920年（大正9年）5月15日まで各省に設置されていた参政官である。参政官は「大臣ヲ佐ケ帝国議会トノ交渉事項ヲ掌理」するために置かれた勅任官であったが、必置の官ではなかった。
各省官制通則による政務次官・参与官の設置1924年（大正13年）8月12日、「大臣ヲ佐ケ政務ニ参画シ帝国議会トノ交渉事項ヲ掌理」（各省官制通則）する勅任官として、政務次官が、「大臣ノ命ヲ承ケ帝国議会トノ交渉事項其ノ他ノ政務ニ参与」（各省官制通則）する勅任官として、参与官が、各省にそれぞれ置かれるようになった。これは、大正デモクラシーにおける政党内閣の成立を背景に成立したものであるが、政党内閣終了後の戦時下においても林・第2次近衛・第3次近衛・東條の4内閣を例外として政務次官・参与官が置かれていた。
日本国憲法施行と「従前の通則による」として設置された時代日本国憲法が施行された1947年（昭和22年）5月3日、政務次官設置の根拠法令だった勅令「各省官制通則」が廃止され、法令上の根拠を喪失したが、「行政官庁法」（昭和22年法律第69号）が制定され、同法第8条の「従来の職員に関する通則による」との規定により、政務次官の設置根拠が担保された。
政務次官の臨時設置の時代1948年（昭和23年）4月14日、行政官庁法とは別個に「政務次官の臨時設置に関する法律」（昭和23年法律第26号）が制定され、「法務庁、各省その他法令上内閣総理大臣その他の国務大臣がその長に当ることと定められている庁には、政務次官を置くことができる」（同法第1条第1項）、「政務次官の総数は、22人とする。衆議院議員又は参議院議員たる政務次官の数は、夫々11人を超えないように、これを任命しなければならない」（同法第1条第2項）と定められた。この規定では各省ごとの定数は定められておらず、総数のみが定められているので、政務次官を置かない省があってもさしつかえなく、また総数が22人ということは当時の省の数とのバランス上、複数の政務次官を置く省が多かった。さらにこの時点では後の国家行政組織法は未制定であったため、政務次官の臨時設置に関する法律第1条にいうところの「国務大臣がその長に当たることと定められている庁」における「庁」は庁という字句を末尾に有する行政機関という意味ではなく、広く行政機関という意味であったため、法務庁、省のほかに経済安定本部や地方財政委員会にも政務次官が発令された。それまで政務次官とともに設置されていた参与官は、この法律の施行により廃止された。
政務次官の恒久化
1949年（昭和24年）6月1日、国家行政組織法（昭和23年法律第120号）が施行され、「法務府、各省及び法律で内閣総理大臣その他の国務大臣がその長に当ることと定められている行政機関に政務次官各1人を置くことができる」（同法第17条第1項本文）、「前項の規定により行政機関に置かれる政務次官の総数は、内閣法第2条の規定による内閣総理大臣その他の国務大臣の総数を超えてはならない」（同法第17条第2項）と定められた。これにより、各行政機関ごとの政務次官の上限が各1人と制限されたが、政務次官を置く行政機関は、法務府、各省のほか大臣がその長に当る機関となっていたため、後年とは異なり、大臣庁だけでなく大臣委員会にも設置することができたので、第3次吉田内閣（第3次改造）では外資委員会に、第3次吉田内閣（第3次改造）、第4次・第5次吉田内閣、第1次・第2次鳩山一郎内閣では首都建設委員会に、第3次鳩山一郎内閣では国家公安委員会に政務次官が発令された。
1957年（昭和32年）8月1日、国家行政組織法が改正され、「各省及び第3条第3項但書の各庁には、政務次官1人を置く」（同法第17条第1項）、「前項の規定にかかわらず、別表第2に掲げる省に限り、政務次官2人を置くことができる」（同法第17条第2項）と定められた。条文中の「第3条第3項但書の各庁」とは大臣庁を指し、これにより、大臣委員会に政務次官を置くことはできなくなったほか、各省各庁に1人と定数が定められ、大蔵省・農林省・通商産業省の3省が別表第2に掲げられたため、これらの省には2人の政務次官を置くことができるようになった。
政務次官の強化と発展的解消
1998年（平成10年）7月1日、外務省にも政務次官を2人置くことができるように改正された。
1999年（平成11年）9月20日、政務次官の定数を大幅に増員し、法務省、厚生省、労働省を除く各省および防衛庁に置く政務次官の定数を各2人とするとともに、総理府、金融再生委員会にも政務次官各1人を置くこととした。 このとき、定数2人の省に置かれた政務次官のうちの筆頭者は閣議申し合わせにより総括政務次官と呼ばれるようになった。（後述参照）
2001年（平成13年）1月6日、「国会審議の活性化及び政治主導の政策決定システムの確立に関する法律」（平成11年法律第116号、国会審議活性化法）第12条により、副大臣、大臣政務官が設置されたこの日廃止。

## 政務次官の職務と廃止
政務次官の主な職務内容は、事務次官とともに、省庁の主任の大臣（国務大臣が兼ねる）を補佐する事にある。政務次官は国会議員から、事務次官は官僚から任用された。事務次官と異なり、政務次官は内閣と進退を共にした。
政務次官は一般に当選1 - 3回の若手与党議員が政策立案、勉強と人脈作りの目的で就任していた事例が多かった。大臣と比較して省庁内外における権限がとても小さく、国務大臣を代理して閣議に加わることができないことはもとより、後の副大臣と異なり主任の大臣を代理しての省令の発令や許認可等もできず、式典での大臣挨拶代読など法的権限に直接関与しない部分の代理しかできなかった。政務次官が国会で答弁を行うことも例外的とみなされていた。同じく「次官」の名をもつ事務次官は官僚トップとして相当程度の影響力を有したのに対し、政務次官はその狭間にあって存在意義・役割が不明確なものと認識される傾向にあり、報道・政治評論等では盲腸などと揶揄されるポストであった。「国会審議の活性化及び政治主導の政策決定システムの確立に関する法律」により、中央省庁再編に合わせて新設の「副大臣（副長官）」及び「大臣政務官（長官政務官）」にその役割を譲り、政務次官の職は廃止された。
報道等における「次官級協議」、「大蔵次官」のような用例では、おおむねそれらの「次官」は「事務次官」を意味するものとして扱われ、略称の面でも政務次官は影の薄い存在であった。

## 総括政務次官
2001年1月6日の中央省庁再編に伴う副大臣・大臣政務官制度への移行に備え、政務次官の権限を強化するための法改正が行われ、1999年9月20日から適用された。これに伴い、政務次官の法的な正式呼称は従来のまま、閣議での申し合わせによる事実上の名称付与として「総括政務次官」の呼称が創設され、各府省庁の政務次官のうち筆頭者にその呼称が適用されるようになった（例:筆頭者は「外務総括政務次官」、それ以外は「外務政務次官」、ただし辞令などでの法的な正称はいずれも「外務政務次官」）。
中央省庁再編の1か月前に行われた内閣改造（第2次森改造内閣）では、再編後も（副大臣へ名称は変わるが）おおむね再任されることが予定されていたため、筆頭者に限らず政務次官全員に「総括」の名称が付与された。

## 政務次官廃止とその後
政務次官の廃止後は、副大臣と大臣政務官が新設され、役割の明確化に伴い以前よりも適材適所の人事配置が可能となった。副大臣と大臣政務官の権限の違いとしては、副大臣がその府省庁の政策全般について大臣を助けるのに対し、大臣政務官は特定の政策について大臣を助けると規定されていることなどが挙げられる。
政務次官と副大臣との違いとしては、副大臣は大臣不在時に限り大臣の命令に基づき省令や許認可などに関する職務を代行できること、また、政務次官会議とは異なり副大臣会議が法律によって定められているということが挙げられる。運用上の違いとしては大臣クラスあるいは大臣経験者の政治家等が就任する可能性が高まると言われた。政務次官と大臣政務官との違いとしては、政務次官は広く（浅く）省庁の政策全般に関わることが想定されていたが、大臣政務官は特定の政策にしぼって深く関与することが想定されているということが挙げられる。
副大臣・大臣政務官制度への移行が議論されていた第2次橋本内閣・小渕内閣においては、重要官庁の政務次官に閣僚経験者を充てる試み（高村正彦・外務政務次官、谷垣禎一・大蔵政務次官、町村信孝・外務政務次官など）がなされるなど、新制度の効果的な活用が期待されていた。しかしながら、閣僚人事においては若手の抜擢や民間人の起用などが注目された小泉政権下においても、副大臣・大臣政務官人事については派閥順送り・年功序列型の慣行がほぼ踏襲されるなど、大きな変化が見られないとする評価もなされた（1年生議員である片山さつきが経済産業大臣政務官に就任したことが話題になったことはある）。続く安倍政権においては派閥の推薦をそのまま受け入れるのではなく、推薦リストをもとに総理や党幹部が決定するというスタイルがとられ、福田改造内閣では閣僚経験者の2人（高市早苗〔経済産業〕、鴨下一郎〔厚生労働〕）が副大臣に就任するなど、新しい方向での模索もなされている。
政治主導を唱える民主党政権では、大臣・副大臣・政務官からなる「政務三役会議」が定例化されていた。府省によっては、副大臣・政務官の別なく政務が分担されている例もあった。